# Bahnhof St. Arnold
Die ehemalige Bahnstation Neuenkirchen Land lag an der Bahnstrecke Duisburg–Quakenbrück in der Gemeinde Neuenkirchen im Kreis Steinfurt. Am 15. Mai 1931 wurde die Bahnstation in Bahnhof St. Arnold umbenannt. Für den Personenverkehr wurde der Bahnhof bis zum 28. September 1984 genutzt. 1999 wurde der Güterverkehr eingestellt und die Eisenbahnstrecke stillgelegt.

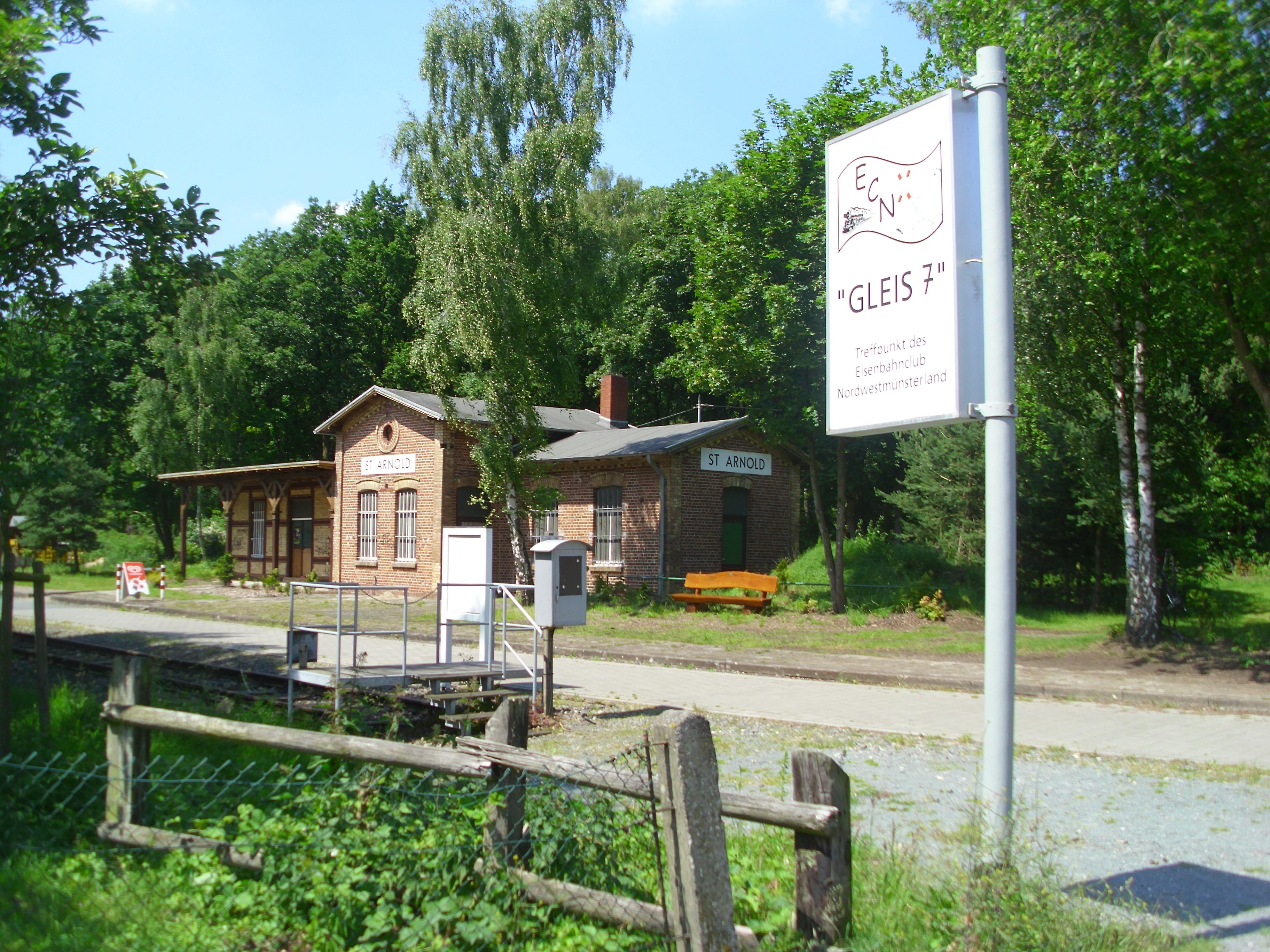
Am ehemaligen Bahnhof betreibt der ECN (Eisenbahn-Club Nordwest-Münsterland e. V.) eine Draisinenstrecke, Bild: Juni 2014

Das ehemalige Bahnhofsgebäude ist verkauft und befindet sich in Privatbesitz. Auf der Bahntrasse ist ein Radweg (RadBahn Münsterland) gebaut, wobei im Bereich des Bahnhofs Gleisanlagen für Draisinenbetrieb erhalten sind.

## Lage
Die Rheinische Eisenbahn-Gesellschaft eröffnete im Verlauf ihrer Nordseeverbindung von Duisburg Hbf nach Quakenbrück am 1. Juli 1879 die Bahnstrecke Duisburg–Quakenbrück für den Personenverkehr. Auf ihr durchquerten erstmals Züge Neuenkirchen, einen Bahnhof gab es zu Beginn aber noch nicht.

## Geschichte
Durch die Eröffnung der Bahnstation Neuenkirchen Land erhielt die Gemeinde 1890 zum ersten Mal direkten Anschluss an das Bahnnetz. Die Bahnstation lag allerdings etwa 4 km südlich des Hauptortes in einer einsamen Heide- und Ödlandschaft an der Emsdettener Straße, daher war die Haltestelle für die Gemeinde zunächst relativ unbedeutend.

### Wachsende Bedeutung

Karte von 1895

Die Bahnstation liegt mitten auf dem Münsterländer Kiessandzug, der sich von Beckum, über Münster bis nach Neuenkirchen erstreckt und ein bedeutendes Grundwasservorkommen enthält. 1894 wurde hier, direkt westlich der Haltestelle, das erste Wasserwerk in Neuenkirchen gebaut. Die Stadt Rheine betreibt das Wasserwerk seither und nutzt es zur Versorgung ihrer Bevölkerung. Wie auf einer Karte von 1895 zu sehen ist, hatte das Wasserwerk zu dieser Zeit schon einen Bahnanschluss.

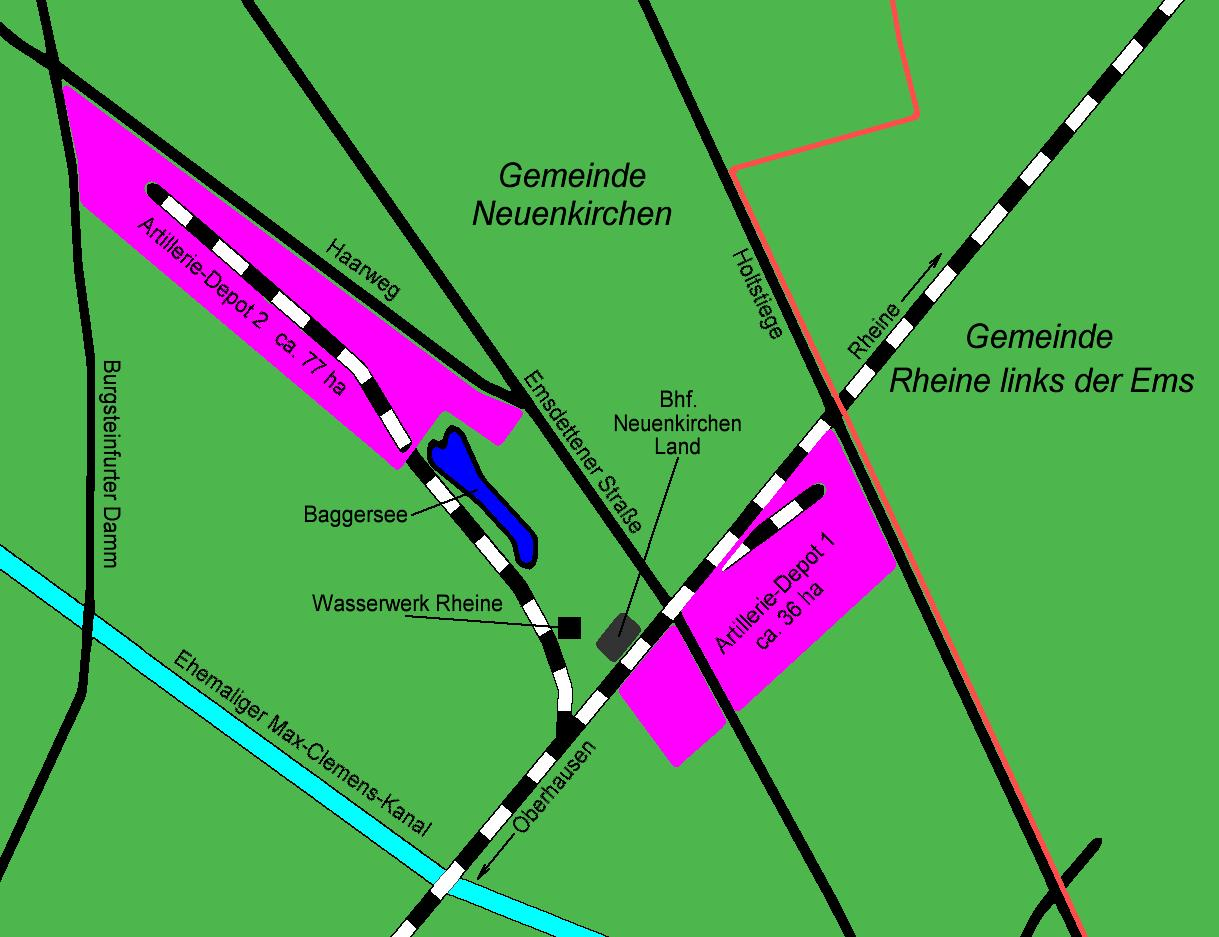
Zeichnung: Status 1919

Im Jahre 1915 errichtete die Militärverwaltung südöstlich der Bahnstation ein 31 ha – 36 ha großes Militärlager ebenfalls mit Bahnanschluss. Zunächst genutzt als Repressalien- und Gefangenenlager, ab 1916 als Munitionslager. Im Jahr 1917 wurde nordwestlich der Bahnstation zusätzlich ein 77 ha – 85 ha großes Munitionslager in Betrieb genommen, das einen Vollbahnanschluss mit zwei Zufahrtsgleisen und einem dreigleisigen Übergabebahnhof erhielt. Beide Lager wurden nach Beendigung des Ersten Weltkrieges bis Ende 1931 zur Munitionszerlegung benutzt. Im Jahre 1935 war jede Nutzung eingestellt und die Lager und Gleisanlagen größtenteils abgebaut.

#### Gewerbegebiet St. Arnold
Teile des südwestlich gelegenen ehemaligen Militärlagers werden als Gewerbegebiet genutzt. Eine seit 2014 vorgesehene Erweiterung hat sich verzögert, weil der Kampfmittelräumdienst die Flächen untersuchen musste und der Landschaftsverband Westfalen-Lippe Teile als Bodendenkmal einstufte. Es war geplant, dass die Erweiterung 2018 zur Verfügung steht.
Im Jahr 2021 wurde ein Bebauungsplan von der Gemeinde Neuenkirchen beschlossen.

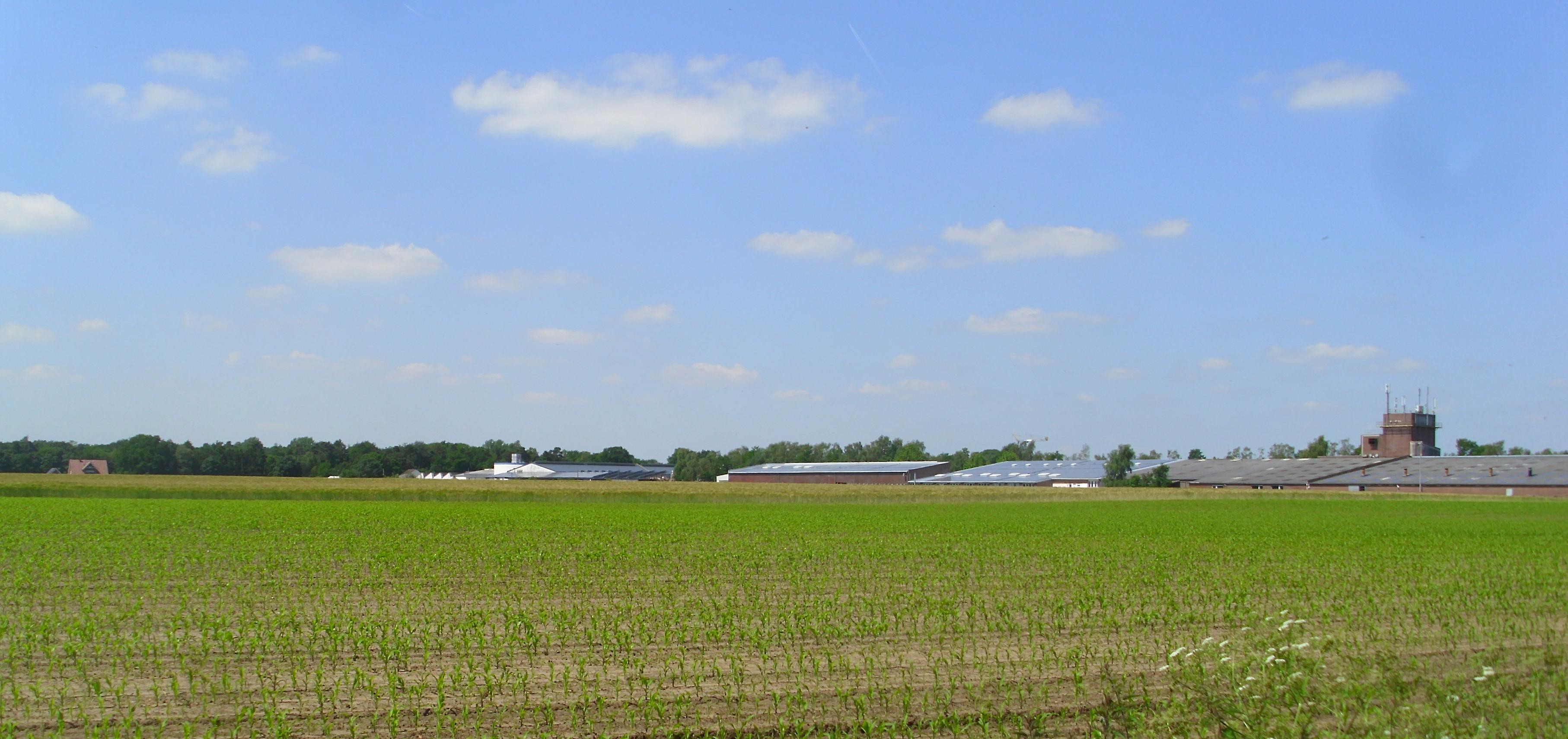
Gewerbegebiet St. Arnold 2014, vor den Hallen entsteht die südliche Erweiterung

### St. Arnold
Bereits 1924 hatten die Steyler Missionare in der Nähe der Bahnstation Land für den Bau eines Missionshauses mit Internatsschule (heute:Arnold-Janssen-Gymnasium) erworben (direkt südlich des kleineren Militärlagers). Im September 1929 begann der Schulbetrieb im Missionshaus St. Arnold, benannt nach dem Namenspatron des Ordensgründers Arnold Janssen.
Der Name St. Arnold wurde immer bekannter und seit 1905 gab es auch im Ortskern von Neuenkirchen den Bahnhof Neuenkirchen an der Bahnstrecke Ochtrup–Rheine. Weil es immer wieder zu Verwechselungen kam, wurde die Umbenennung der Bahnstation „Neuenkirchen-Land“ beantragt. Nachdem diesem Antrag 1930 stattgegeben worden war, kam es am 15. Mai 1931 zur Namensänderung und die Bahnstation trug seitdem die Bezeichnung Bahnhof St. Arnold.
Den Nationalsozialisten missfiel der Name und sie beantragten am 26. April 1939 die Umbenennung in „Neuenkirchen-Clemenshafen“, aber mit Beginn des Zweiten Weltkriegs wurde dieser Antrag nicht weiter verfolgt. Auch 1949 gab es einen Antrag den Bahnhof wieder in „Neuenkirchen-Land“ umzubenennen. Dieser Antrag wurde aber vom Gemeinderat mit Mehrheit abgelehnt.
Mit dem Ende des Zweiten Weltkrieges kamen viele Vertriebene und Flüchtlinge in die Gemeinde Neuenkirchen. Sie erhielten Wohnbauflächen nördlich des Bahnhof St. Arnold. Es entstand die Siedlung St. Arnold, die heute außerhalb des Hauptortes der größte Ortsteil der Gemeinde Neuenkirchen ist. Nordöstlich des Bahnhofs wurden Gewerbebetriebe angesiedelt, die Bahnanschlüsse erhielten.

### Niedergang

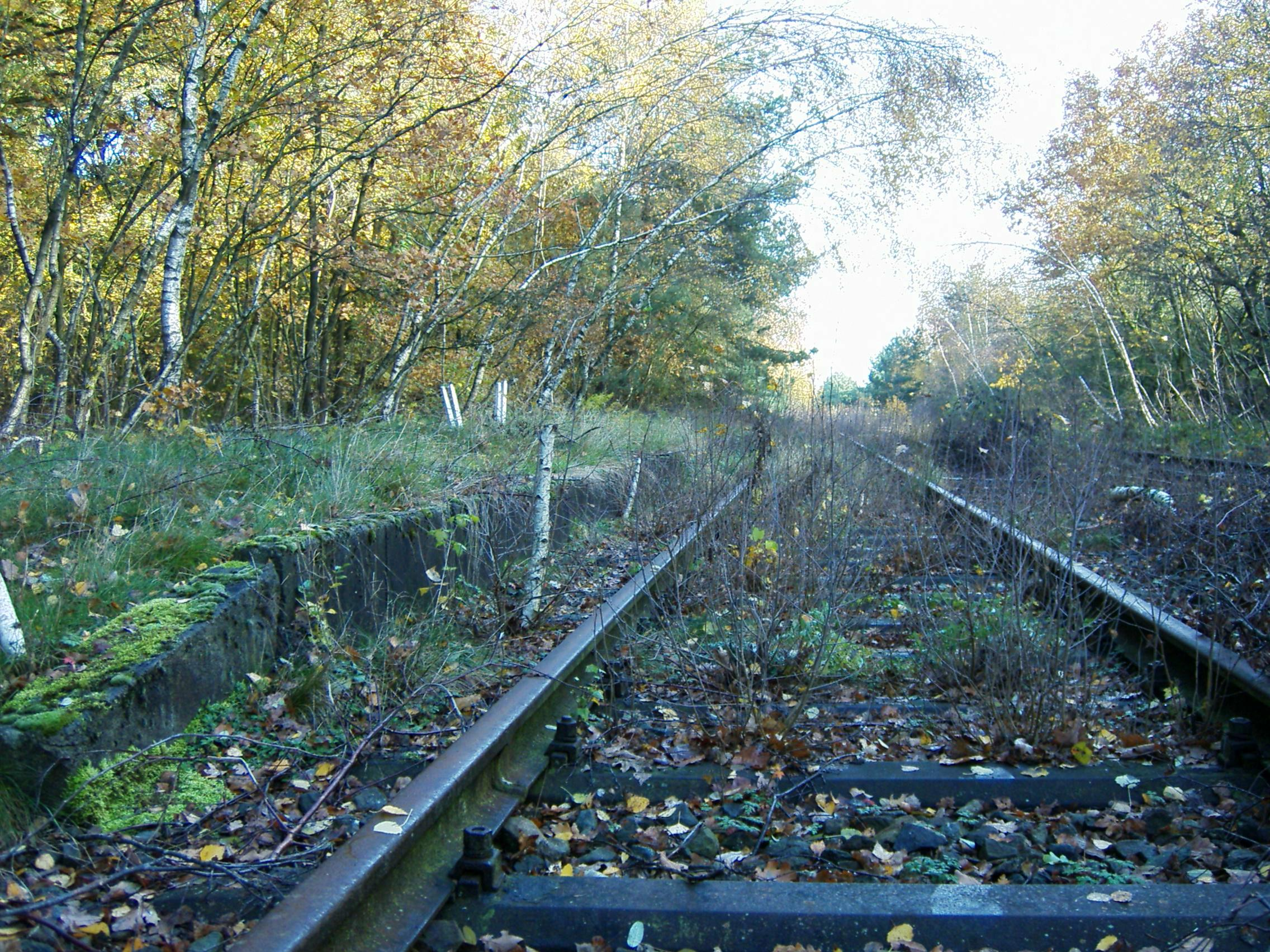
Gleisanlagen am Bahnsteigende. Die über die Gleise gebogenen jungen Birken zeugen vom Münsterländer Schneechaos, das sich ein Jahr zuvor (2005) ereignete.

Auf den Abstellgleisen südöstlich des Bahnhofs standen in den 60er Jahren für lange Zeit alte ausgediente Dampflokomotiven, die aber später verschrottet und restlos beseitigt wurden.
Der Rückgang der Fahrgastzahlen führte 1984 dazu, dass am 28. September der Personenverkehr eingestellt wurde. Güterverkehr gab es teilweise noch bis zum Anfang der 1990er Jahre. Dabei dienten Teilstücke der Strecke schon als Abstellplätze für nicht mehr benötigte Güterwagen. Die Bahnstrecke wurde so noch einige Jahre als Reservestrecke für eine mögliche Reaktivierung bereitgehalten, doch nach und nach begann auch der Rückbau von Schienenabschnitten und Dornen und Sträucher überwucherten die Trasse in weiten Teilen.

### Radbahn Münsterland

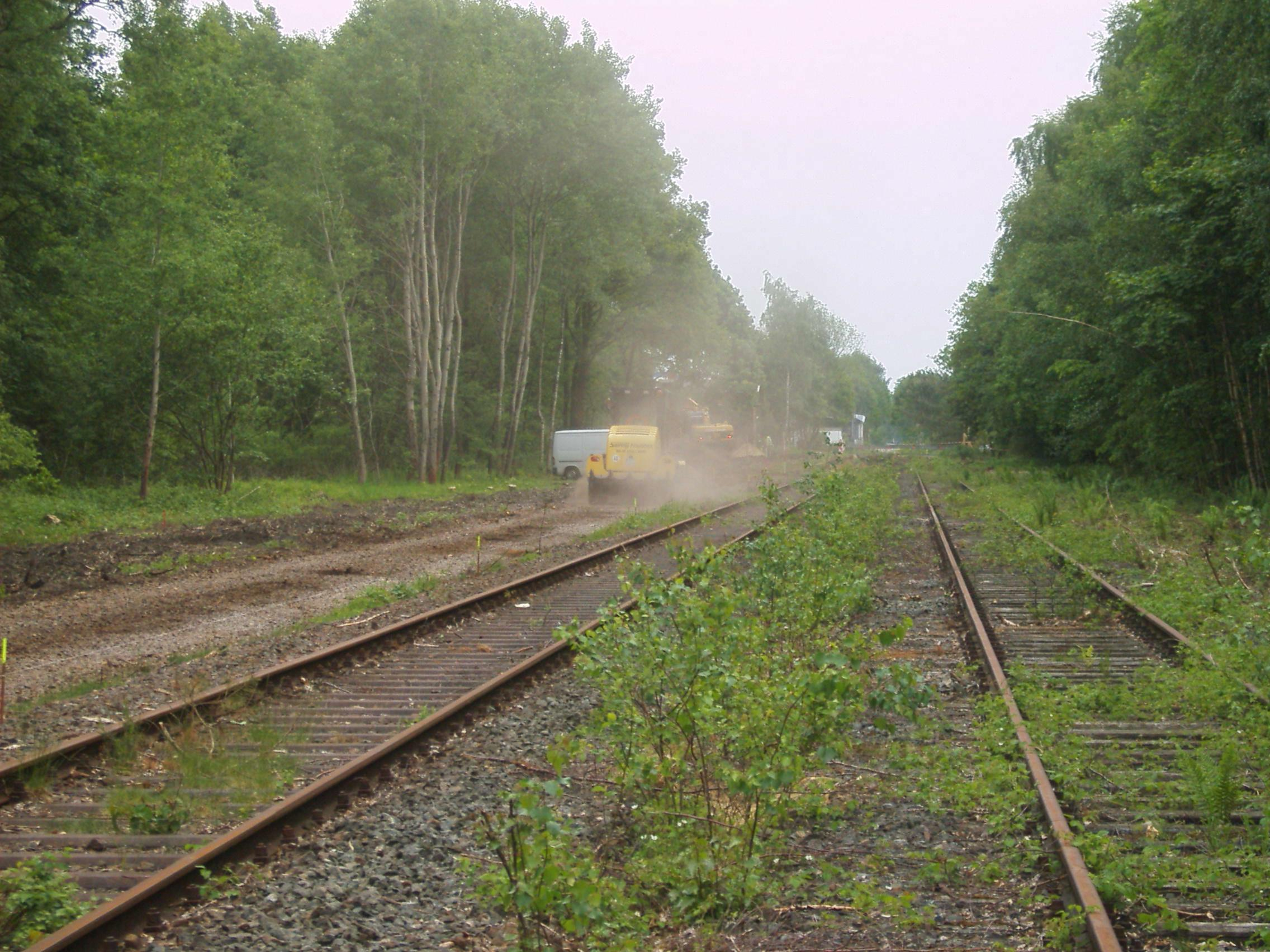
Bau der „RadBahn Münsterland“ unter dem Projektnamen „Schlossallee“

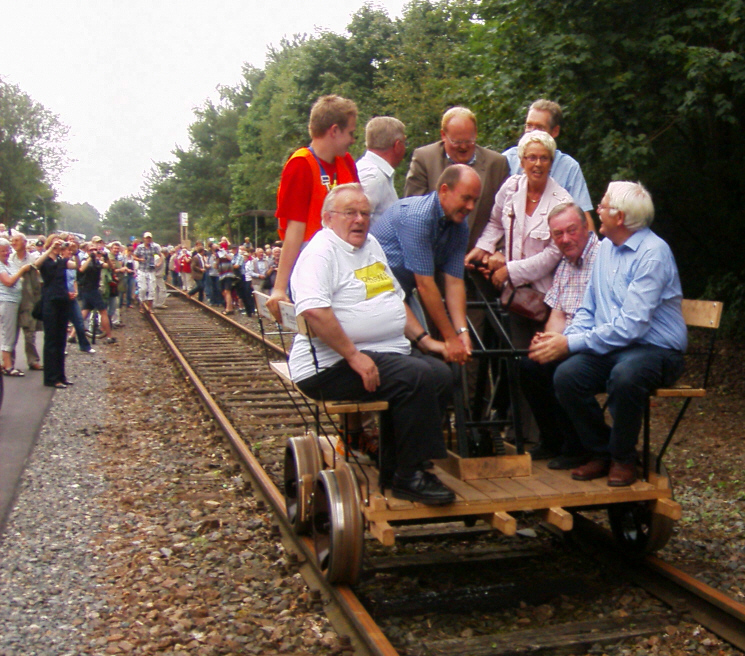
Handhebeldraisine bei der Eröffnungsfeier des Radweges

Nach einigen Jahren der Planung begann am 16. Dezember 2008 der Bau eines Radweges auf der ehemaligen Bahntrasse, der heute die Bezeichnung RadBahn Münsterland trägt. Seit Herbst 2011 ist die RadBahn Münsterland von Rheine bis Steinfurt freigegeben. Die Fortsetzung zum Zielort Coesfeld wurde zu Ende 2012 fertiggestellt. Im Bereich des ehemaligen Bahnhof St. Arnold blieben zwei Gleise mit Weiche erhalten, auf denen der Betrieb einer Handhebeldraisine möglich ist. Seit dem Jahr 2013 findet jährlich eine Draisinenmeisterschaft statt, die der ECN (Eisenbahn-Club Nordwest-Münsterland e. V.) ausrichtet.
| - Bahnhof St. Arnold im November 2006 - Ehemaliger Bahnhof St. Arnold (ursprünglich Bahnstation Neuenkirchen Land) - Bahnhofsgebäude St. Arnold, Ansicht von der Emsdettener Straße - Ansicht von Südwesten |